# Phylloscopus claudiae
El mosquitero de Claudia (Phylloscopus claudiae) es una especie de ave paseriforme de la familia Phylloscopidae propia del sureste de Asia. Anteriormente se consideraba una subespecie del mosquitero de Blyth.

## Distribución y hábitat
Cría en el centro y noreste de China, y se desplaza al sur para pasar el invierno, llegando a Bangladés, el noreste de la India, Birmania y el norte de Vietnam. Su hábitat natural son los bosques subtropicales y templados tanto montanos como de baja altitud.